# 손영길
손영길(孫永吉, 1932년 10월 12일 ~ )은 대한민국의 군인, 정치인, 기업가이다.

## 생애
본관은 밀양(密陽)이고 울산 출생이다. 1960년 1월 당시 육군 대위 시절 박정희(朴正熙)의 전속부관을 지내며 1961년 5.16 군사정변 당시 최고회의 의장 전속부관으로 근무(4.19 직후인 1960년 5월 2일 박정희의 지시로  L-19 경비행기를 타고 서울로 가 송요찬 참모총장에게 용퇴를 촉구하는 편지를 전달함)하였고 1962년 1월에는 육군 소령 특진도 하였다. 그 후 민정이양 시 군에 복귀하여 훗날에는 육군 수도경비사령부 예하 포병여단 제30대대장으로 근무하였으며 육군대학 졸업 후 월남 파월 맹호부대 작전참모로 근무하였다가 귀국하였다. 육군 제26사단 예하 제75연대장 근무를 마치고 육군 수도경비사령부 부사령관으로 근무 중 윤필용 사건(수도경비사령관 독직 사건)에 연루되어 군법회의 군사재판에서 징역 12년형을 받고 경기도 안양교도소에서 복역 중 1976년에 형집행정지로 출소되었으며 1978년 사면을 받았다. 그 후 도미하였다가 귀국 후 동주산업주식회사(미ppg 합작회사)를 설립하여 회장으로 경영하였다. 2006년 회사를 정리하고 합작회사로 이양하여 퇴임하였다. 2011년 육군고등군사법원 육군본부 법무보에 재심청구 재심결정 후 서울고등법원으로 이첩, 서울고등법원형사부에서 재심 무죄판결 선고 후 대법원에서 2012년 1월 무죄 확정 판결되었다. 이후 2012년 4월 하순 국방부 행정명령으로 원계급복귀와 동시에 1981년 1월 1일을 기하여 육군 준장으로 퇴역 조치 처분되었다.

### 주요 경력
- 1968년 육군 제26사단 예하 포병연대 포병대대장(육군 중령 및 육사 11기 출신 중 하나회 일원).
- 1970년 육군 제26사단 예하 제75연대장 보임과 동시에 육군 대령 진급(1970년 12월 1일).
- 1972년 육군 제26사단 예하 제75연대장에서 육군 수도경비사령부 참모장 전임 조치(1972년 1월 8일).
- 1973년 육군 수도경비사령부 참모장 재직 시절에 육사 동기 전두환, 최성택, 김복동 등과 육군 준장 진급(1973년 3월 2일).
- 1973년 육군 수도경비사령부 참모장 직에서 육군 수도경비사령부 부사령관 직으로 전보(1973년 3월 21일).
- 1973년 윤필용 사건[2]으로 구속 수감되었다가 징역 12년형 선고 후 퇴역(1973년 4월 6일).
- 1973년 육군 준장 퇴역(1973년 4월 30일).
- 1976년 형집행정지 석방.
- 1978년 사면복권.
- 1979년 도미.
- 1982년 귀국.
- 1983년 동주산업주식회사 설립 후 회장 취임.
- 2006년 동주산업주식회사 회장 퇴임.
- 2011년 재심 서울고등법원에서 무죄 판결되어 육군 준장 계급으로 복권 후 1981년 1월 1일부를 기한 군사법적 예편 조처됨.

## 학력
- 육군사관학교 11기 이학사 (1955년)
- 육군보병학교 졸업 (1956년)
- 육군공병학교 졸업 (1957년)
- 육군포병학교 졸업 (1958년)
- 육군대학 졸업 (1965년)
- 국방대학교 행정학사 13기 (1967년)